# جارو جنجال
جارو جنجال (انگلیسی: Hurlyburly) فیلمی در ژانر کمدی-درام است که در سال ۱۹۹۸ منتشر شد.

## بازیگران
- شان پن
- کوین اسپیسی
- چاز پالمینتری
- مگ رایان
- آنا پاکوین
- رابین رایت
- گری شندلینگ